# 新韓銀行
新韓銀行（シンハンぎんこう、韓: 신한은행; 英: Shinhan Bank）は、大韓民国（韓国）の大手銀行。

## 概要
1982年に在日韓国人の資本によって設立された。2003年9月に政府の管理下にあった老舗の朝興銀行を買収し、グループ合計での預金高は国内第2位になった。銀行の全株式を新韓フィナンシャルグループが保有し、韓国証券取引所（証券コード:55550）とニューヨーク証券取引所（証券コード:SHG）に株式を上場している。傘下には済州特別自治道を地盤とする地方銀行の済州銀行、証券会社（新韓金融投資、2009年グットモーニング新韓証券から変更）、クレジットカード、投資顧問等の子会社を有する。韓国で最も成長著しい金融機関の一つ。韓国外20ヶ国157店舗の海外ネットワークを保有する。。フランスのBNPパリバと資本提携を結んでいる。韓国での分類は「市中銀行」で銀行コードは26である。

### 日本支店
日本では、東京都港区虎ノ門の東京支店の他、大阪市中央区の船場と福岡市中央区の天神に支店を、羽田空港国際ターミナルと博多港国際ターミナルに両替所を設けていた。
2009年4月に日本現地法人の予備免許を取得、7月27日に営業免許を取得し、9月14日にSBJ銀行として営業を開始。日本にある新韓銀行3支店の営業を引き継いだ。日本ではシティバンクに続いて2番目の外資系銀行となる。現地法人の設立により顧客信頼感の増大、資金調達や営業拡大の容易化など様々なメリットが見込まれている。
SBJ銀行という名称の「SBJ」は、「Shinhan Bank Japan」の頭文字をとったものである。

### 沿革
- 1897年2月、（朝興）前身の一つとなる漢城銀行設立[5]
- 1943年10月、（朝興）漢城銀行と東一銀行が合併して朝興銀行に銀行名を変更
- 1945年8月、（朝興）第二次大戦終結、朝鮮半島分断で38度線以北にあった平壌、咸興、海州支店など12支店を喪失
- 1956年3月、（朝興）大韓証券去来所（現韓国証券取引所）に上場株式第1号として上場（コード番号 00010）
- 1963年4月、（朝興）外国為替業務取扱い開始
- 1982年6月、（朝興）クレジットカード業務開始
- 1982年7月、（新韓）在日韓国人信用組合協会会員信用組合が母体となり、韓国初の純民間資本銀行として新韓銀行を創立（初代銀行長金世昌）
- 1984年2月、（新韓）信託業務開始
- 1984年2月、（新韓）第2代銀行長に李竜万が就任
- 1987年5月、（新韓）新韓総合研究所設立
- 1988年2月、（新韓）第3代銀行長に金在潤が就任
- 1988年11月、（朝興）ソウル中区太平路2街120デキョンビルに本店が移転
- 1989年8月、（朝興）朝興リース株式会社設立
- 1989年10月、（新韓）企業公開、11月、株式上場
- 1991年4月、（新韓）新韓リース設立
- 1990年7月、（新韓）明洞支店に韓国国内初のATMコーナーを設置
- 1991年2月、（新韓）第4代銀行長に羅應燦が就任
- 1995年11月、（朝興）韓国最古の銀行・法人企業の認証を獲得
- 1996年7月、（朝興）朝興100周年記念館開館
- 1996年11月、（朝興）財団法人朝興百年財団設立
- 1997年3月、（朝興）朝興金融博物館開館
- 1999年2月、（新韓）第7代銀行長に李仁鎬が就任
- 1999年4月、忠北銀行と合併
- 1999年7月、（新韓）韓国内銀行中で初となるインターネットバンキングサービス開始
- 1999年9月、江原銀行と合併
- 2000年10月、持株会社設立準備委員会及び設立事務局設置
- 2001年1月、済州銀行と経営諮問契約締結
- 2001年5月、（新韓）オーストラリアのマッコーリー社と新韓マッコーリー金融諮問(株)設立
- 2001年6月、（新韓）金融持株会社出帆のためBNPパリバ銀行と業務提携に合意する了解覚書締結
- 2001年9月、（新韓）新韓金融持株会社設立
- 2002年8月、（新韓）新韓銀行及び新韓金融持株会社、コーポレートアイデンティティ変更
- 2003年3月、（新韓）第9代銀行長に申相勳が就任
- 2003年8月、（朝興）新韓銀行との合併を前に銀行長に崔東洙が内定
- 2003年9月、（新韓）アメリカ証券取引き委員会登録及びニューヨーク証券取引所上場
- 2004年2月、Cyber朝興金融博物館開館
- 2004年3月、（新韓）福岡に「博多港両替所」設置
- 2004年6月、（新韓）「羽田空港両替所」設置
- 2004年9月、（新韓）韓国女子バスケットボールリーグチーム新韓銀行エスバード創立
- 2004年11月、（朝興）崔東洙銀行長、アジア銀行家協会第12代会長に就任
- 2006年2月、新韓・朝興銀行合併本認可取得。
- 2006年4月、統合新韓銀行業務開始、申相勳が統合銀行頭取に就任
- 2006年12月、インドにニューデリー支店開店
- 2007年6月、国民年金管理公団受託銀行に指定
- 2007年9月、ベトナムに新韓ビナ銀行トンナイ支店開店
- 2007年10月、カンボジアに新韓クメール銀行開店
- 2007年12月、中国に北京支店開店
- 2008年4月、バーゼルII内部等級法使用承認獲得
- 2008年5月、新韓バンクアメリカアーバイン (カリフォルニア州)支店開店
- 2008年6月、中国現地法人中国新韓銀行有限公社開業
- 2008年9月、中国青島城陽支行開店
- 2008年12月、100%出資現地法人「新韓カザフスタン銀行」開業
- 2009年3月、カナダ新韓銀行開店、李伯淳が頭取に就任
- 2009年9月、日本現地法人SBJ銀行東京上野支店開店、新韓ウエディング・コンベンションオープン
- 2009年10月、新韓銀行中国有限公社、上海虹橋支行開店
- 2009年11月、SBJ銀行上本町支店、ホーチミンで100%出資の新韓ベトナム銀行営業開始